# Bruno Lazzaro
Bruno Lazzaro (Davoli, 14 agosto 1930 – 13 settembre 2020) è stato un politico italiano.